# 罗淑亚
罗淑亚伯爵路易·朱利安·埃米利安（法語：Louis Julien Emilien, comte de Rochechouart，1831年—1879年），是法国的外交官，曾担任驻清朝参赞，还曾署理法国公使。1870年天津教案发生后，与直隶总督曾国藩谈判，要求赔银50万，处死天津知府张光藻、天津县令刘杰、神机营提督陈国瑞，并表示法国第三舰队、英国加尔各答舰队已经出动，如若不许将炸平天津。